# إعصار هايزل
إعصار هايزل هو أحد الأعاصير المدمرة وثاني أكثر الأعاصير تكلفةً وكثافةً في موسم أعاصير الأطلس عام 1954. وتسبب في مقتل 469 شخصًا على الأقل في هايتي قبل أن يضرب الولايات المتحدة بالقرب من الحدود بين ولايتي كارولينا الجنوبية وكارولينا الشمالية كإعصار من الفئة الرابعة. ومقتل 95 شخصًا في الولايات المتحدة، ثم ضرب كندا كإعصار خارج استوائي ، مما رفع عدد القتلى بمقدار 81 شخصًا معظمهم في تورونتو.
ونتيجة لارتفاع عدد القتلى والأضرار التي سببها إعصار هايزل، سحب اسمه من قائمة أعاصير شمال الأطلسي .
في هايتي، دمر الإعصار 40% من أشجار البن، و50% من محصول الكاكاو، مما أثر على الاقتصاد عدة سنوات. ضرب الإعصار اليابسة بالقرب من كالاباش، بولاية كارولينا الشمالية ، ودمر معظم مساكن الواجهة البحرية. ثم سافر شمالًا على طول ساحل الشرقي للولايات المتحدة.
وأثر على ولاية فرجينيا، وواشنطن العاصمة، وفرجينيا الغربية، وماريلند، وديلاوير، ونيوجيرسي، وبنسلفانيا، ونيويورك، مع رياح تصل سرعتها إلى 100 ميل/س (160 كم/س) وأسفر عن 281 مليون دولار (عام 1954) من الأضرار.
عند مروره فوق بنسلفانيا، اتحد هايزل مع الجبهة الباردة واتجه نحو كندا. وعندما ضرب أونتاريو كإعصار خارج استوائي، فاضت الأنهار والجداول في تورونتو وما حولها، مما تسبب في فيضانات شديدة. ونتيجة لذلك، تحولت العديد من المناطق السكنية في السهول الفيضية، مثل منطقة رايمور درايف، إلى حدائق عامة.
بلغت الأضرار في كندا، أكثر من 135 مليون دولار كندي(2023= 1.5 مليار دولار كندي).
كانت تأثيرات الإعصار غير مسبوقة خاصةً في تورونتو بسبب الأمطار الغزيرة خلال الأسابيع السابقة، والافتقار إلى خبرة التعامل مع الأعاصير، واحتفاظ الإعصار بالقوة بشكل غير متوقع رغم سفره 1,100 كـم (680 ميل) على اليابسة.
توقف الإعصار فوق منطقة تورونتو، ورغم أنه أصبح خارج إستوائي، إلا أنه ظل قويً مثل الدرجة 1 حسب مقياس سفير-سمبسون.

للمساعدة في التنظيف، استدعى 800 من أفراد الجيش، وأنشأ صندوق إغاثة من الأعاصير وزع 5.1 مليون دولار ( 2024 = 59.7 مليون دولار) من المساعدات.

## التاريخ
في 5 أكتوبر، كانت موجة استوائية مصحوبة برياح استوائية تقترب من جزر الأنتيل الصغرى، بسبب احتمالية تكون إعصار استوائي، انطلقت طائرة تابعة لصائدي الأعاصير من سان خوان، بورتوريكو، للتحقق منه.
وعندما وصلت الطائرة لاحظوا إعصارًا استوائيًا على بعد حوالي 30 ميل (48 كـم) شرق جزيرة غرينادا مع رياح سرعتها حوالى 100 ميل/س (160 كم/س). فصنفه خدمة الطقس الوطنية الأمريكية على أنه إعصار هايزل. وأظهر تحليل الأعاصير الأطلسية لاحقًا أن إعصار هايزل تطور في 5 أكتوبر الساعة 06:00 UTC إلى حوالي 220 ميل (350 كـم) شرق غرينادا.
رغم أن صائدي الأعاصير لاحظوا رياحًا بقوة الإعصار، إلا أنه كانت لها عين صغيرة قطرها 5 ميل (8 كـم) وضغط جوي مركزي يبلغ 1,002 مـم.بار (29.6 inHg)، لذلك انخفضت سرعة الرياح إلى 65 ميل/س (105 كم/س)، في نهاية يوم 5 أكتوبر.
رغم أنه تم تقدير أن الرياح وصلت إلى حالة الإعصار في الساعة 00:00 UTC من 6 أكتوبر. وفي نفس الوقت، وصل الإعصار هايزل إلى غرينادا مع رياح سرعتها حوالى 75 ميل/س (121 كم/س).
بعد دخول البحر الكاريبي، استمر هايزل في عين صغيرة وقطر الرياح محدود، وازدادت سرعة الرياح تدريجيا مع تحرك الإعصار غربا، موازية للساحل الشمالي لفنزويلا.
في 8 أكتوبر، ازداد قطر العين إلى 29 ميل (47 كـم)، ووصلت سرعة الرياح إلى 85 ميل/س (137 كم/س)، رغم أن تقديرات الرياح كانت تصل إلى 125 ميل/س (201 كم/س).
في ذلك اليوم، واجهت طائرات صائدي الأعاصير اضطرابات شديدة، مما أدى إلى نقل أحد أفراد الطاقم إلى المستشفى وإصابة آخر. لم تسجل أي رحلات جوية أخرى إلى قلب الإعصار في الأيام الخمس التالية؛ ومع ذلك، استمرت الطائرات في مراقبة الإعصار، حيث أشارت صور الرادار إلى أن العين أصبحت مفتوحة وغير منتظمة.
في نهاية يوم 9 أكتوبر، تكثف هايزل إلى إعصار كبير مع سرعة رياح 115 ميل/س (185 كم/س). وكان يقدر أن هايزل قد بلغ هذه السرعة في اليوم السابق. تأكد التكثف في 10 أكتوبر، عندما لاحظت الطائرة عينًا محددة جيدًا في صور الرادار.

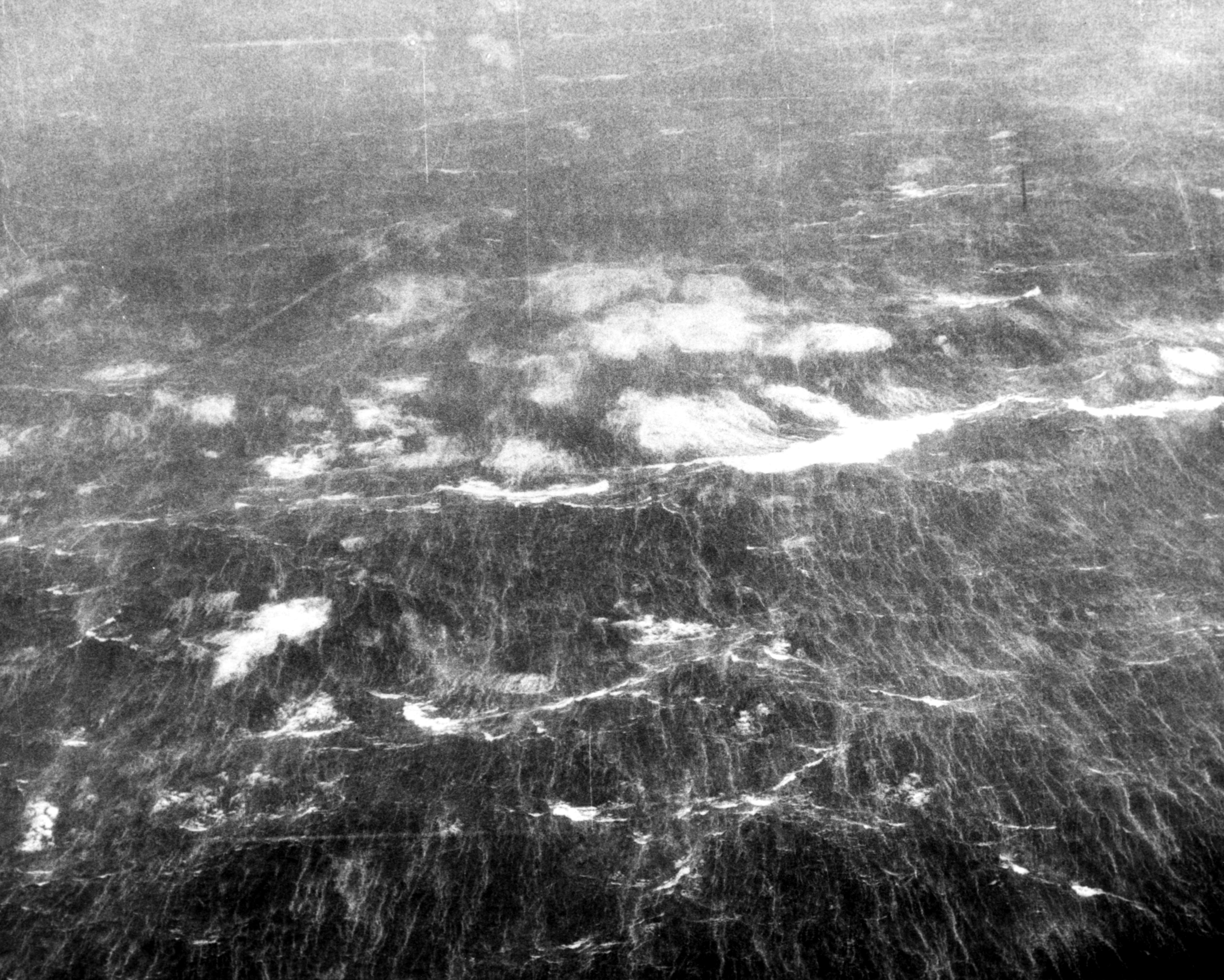
منظر للبحار التي اجتاحها إعصار هايزل في أكتوبر 1954

في 10 أكتوبر، تباطأ هايزل في وسط البحر الكاريبي واتجه إلى الشمال الشرقي (هسبنيولا)، مدفوعًا بمنخفض جوي في الطبقات العليا.
في 12 أكتوبر الساعة 09:00 UTC، ضرب الإعصار اليابسة بالقرب من تشاردونيريس في هايتي كإعصار من الدرجة الثالثة على مقياس سفير-سيمبسون. ولم تكن هناك قراءات للرياح عند وصول الإعصار إلى اليابسة، ولكن استنادًا إلى ملاحظات الرادار والطائرات السابقة، قدرت سرعة الرياح بحوالى 120 ميل/س (190 كم/س).
وبعد التحرك خلال خليج جوناف ، ضرب هايزل شمال غرب هايتي بالقرب من باي دي هني في 13 أكتوبر الساعة 00:00 UTC، كإعصار من الدرجة 2 مع رياح سرعتها 100 ميل/س (160 كم/س). في ذلك الوقت، اتجه الإعصار أكثر نحو الشمال والشمال الغربي بسبب اقتراب منخفض جوي، واستأنف صائدو الأعاصير دخول عين إعصار هايزل.
في الساعة 14:00 UTC، ضرب إعصار هايزل جزيرة إيناجوا في جزر الباهاما برياح سرعتها 100 ميل/س (160 كم/س).

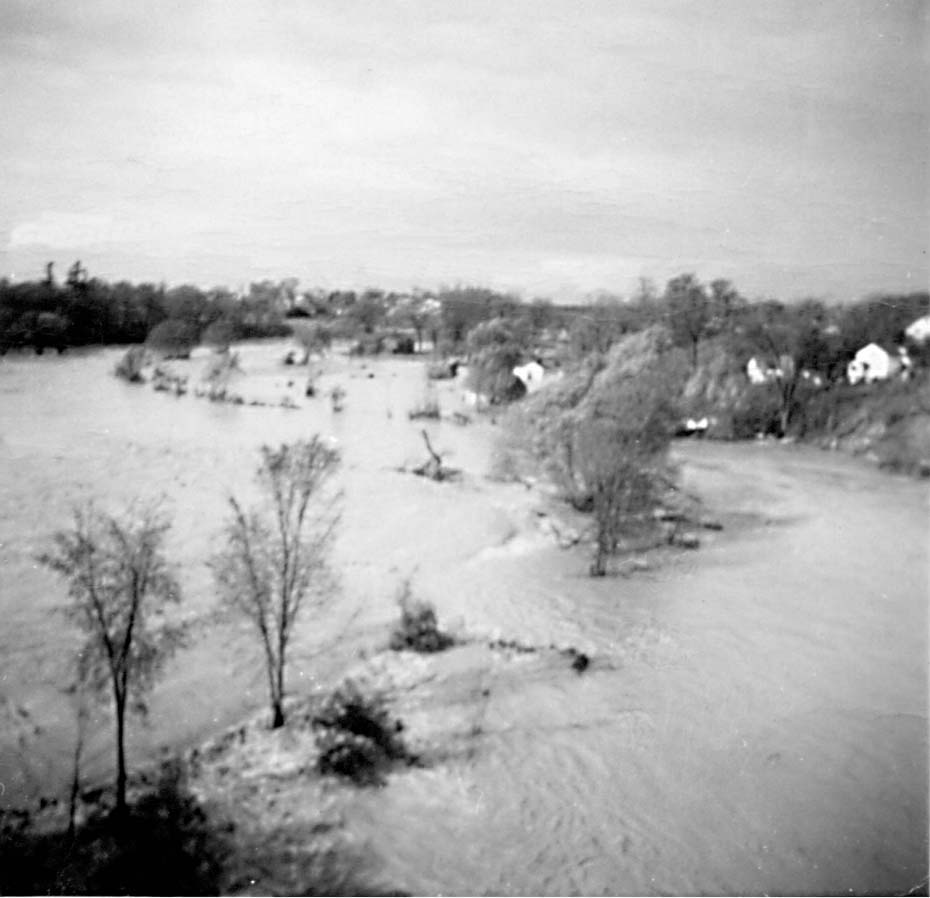
غمرت المياه نادي ويستون للغولف في تورنتو بعد أن فاض نهر همبر عن ضفافه.

بعد أن ضرب جزر الباهاما، اتجه هايزل نحو الشمال الغربي جنوب شرق الولايات المتحدة، وكان من المتوقع أن يفقد الإعصار قوته بعد توجهه إلى شمال فلوريدا حيث درجات حرارة المياه المنخفضة. ومع ذلك، استعاد هايزل قوته مع تقدمه نحو الشمال فوق تيار الخليج.
ولم يتمكن صائدو الأعاصير من مراقبة عين الإعصار حتى اقترب من الأرض، وأبلغوا عن عين قطرها 18 ميل (29 كـم) في 15 أكتوبر. ولاحقًا في نفس اليوم أبلغت سفينة أمام سواحل ولاية كارولينا الجنوبية عن ضغط مركزي 938 مـم.بار (27.7 inHg).
في 15 أكتوبر الساعة 15:30 UTC وصل هايزل إلى اليابسة غرب حدود كارولينا الشمالية/كارولينا الجنوبية بسرعة 40 ميل (64 كـم)، العين إلى الشمال الشرقي من ميرتل بيتش. وبناءً على الضغط والحجم الأكبر من المتوسط والحركة السريعة، قدرت سرعته بحوالى 130 ميل/س (210 كم/س) أو الدرجة 4 على مقياس سفير-سيمبسون.
رُقبت عين هايزل عبر العديد من المدن في ولاية كارولينا الشمالية بينما استمر في التحرك شمالًا.
في 15 أكتوبر الساعة 18:00 UTC، أصبح الإعصار خارج الاستوائي بالقرب من رالي، وخلال ست ساعات مر بالقرب من واشنطن العاصمة. واتجه إلى الشمال عبر بنسلفانيا ونيويورك على طول الجبهة الباردة.
ورغم الملاحظات واسعة النطاق في جميع أنحاء شرق الولايات المتحدة، لا يزال هناك غموض بشأن هايزل كإعصار خارج استوائي.
وتؤكد هيئة الأرصاد الجوية الكندية أن الدورة الأصلية تبددت فوق غرب بنسلفانيا وتشكلت دورة جديدة فوق غرب نيويورك. وقام قسم أبحاث الأعاصير في الولايات المتحدة لاحقًا بتقييم الدورة على أنها طويلة ومستمرة.
في 16 أكتوبر، عبر الإعصار إلى أونتاريو وتجاوز منطقة تورونتو. ثم تحول هايزل إلى رياح عاتية بعد أن تحرك لمسافة تقارب 1,000 كـم (620 ميل) فوق اليابسة.
تباطأ الإعصار واتجه نحو الشمال، ومرّ فوق خليج جيمس في وقت مبكر من 17 أكتوبر.
بعد الاتجاه إلى الشمال الشرقي، نحو ما يعرف اليوم بمنطقة كاتيفيك في أقصى شمال كيبيك، امتصت بقايا هايزل بواسطة إعصار خارج استوائي أكبر فوق كندا في 18 أكتوبر.

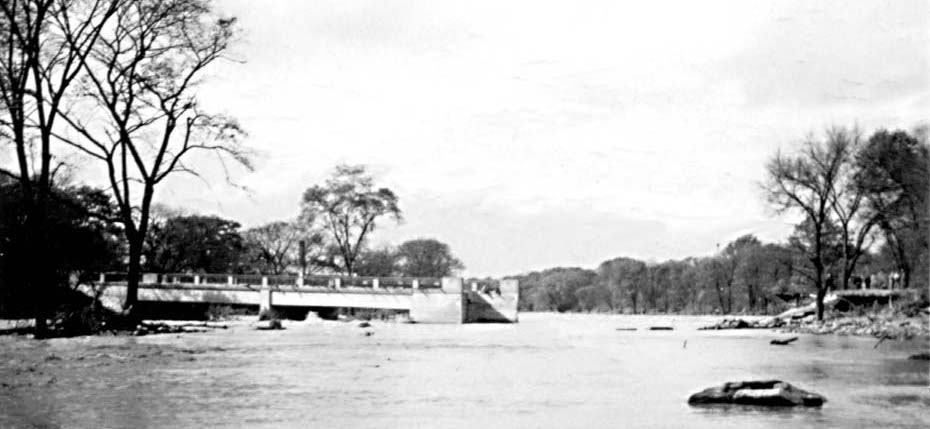
غمرت مياه نهر همبر جسر شارع لورانس ، وظل جزء منه متصلاً بالشاطئ، في حين جرف نهر همبر الباقي.

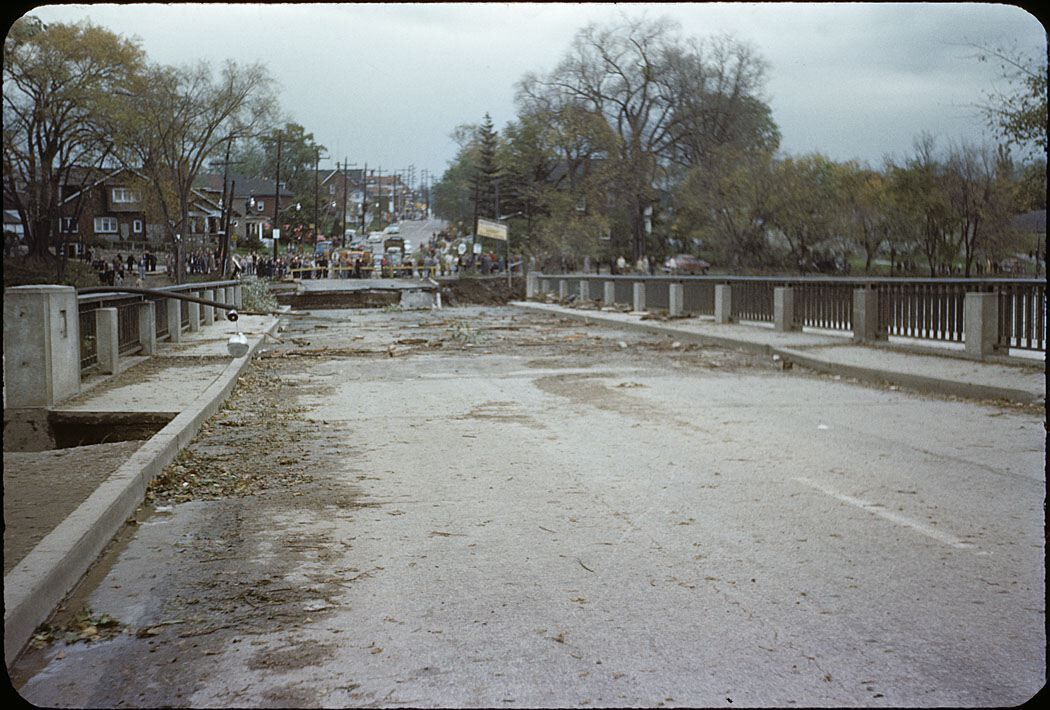
جسر شارع لورانس بعد إعصار هايزل

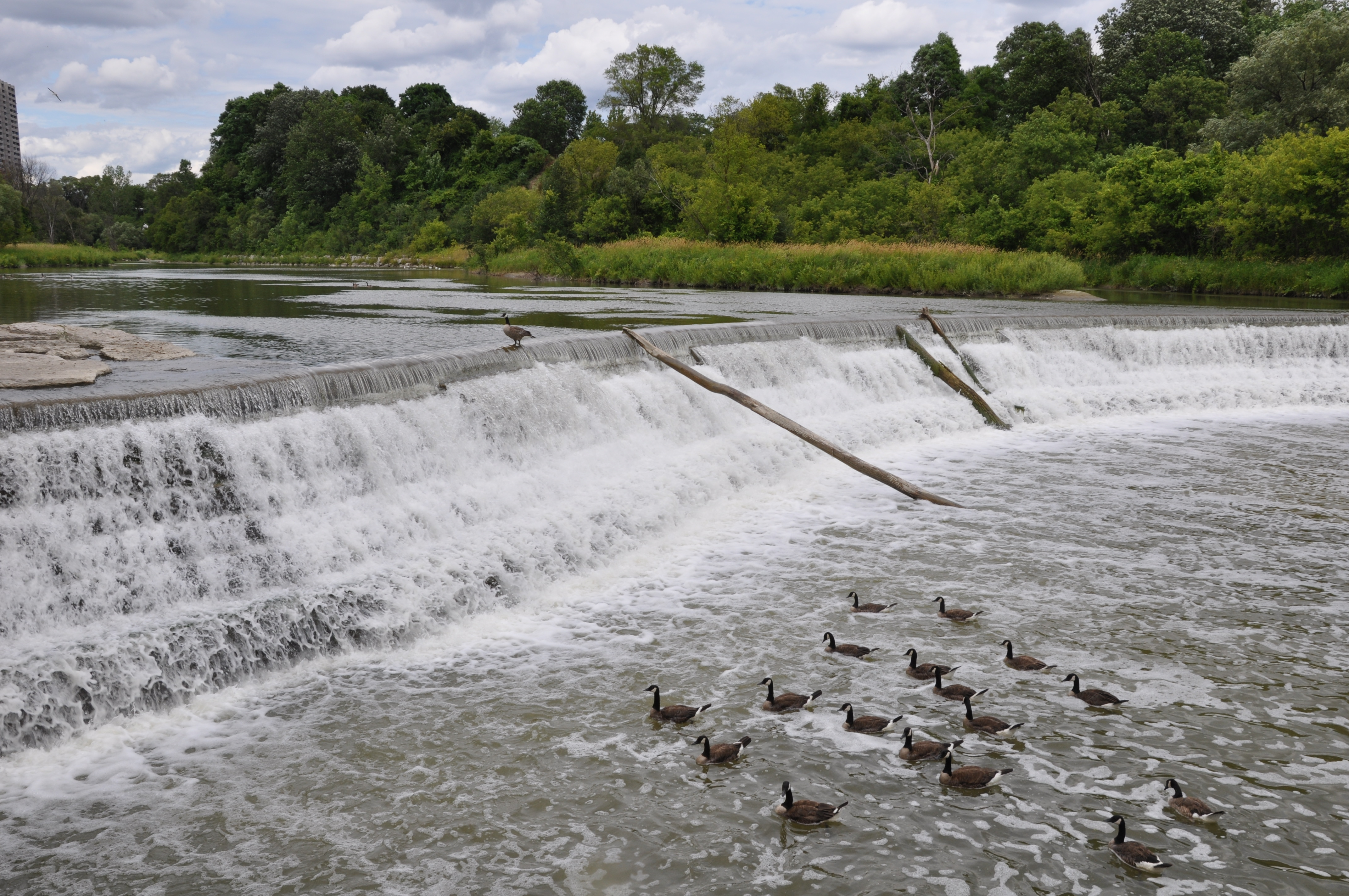
تم بناء سد على نهر همبر بالقرب من رايمور درايف لتقليل خطر حدوث فيضان كارثي مماثل.